# ATP Finale
ATP Finale je teniski turnir koji se igra na kraju svake godine i na njemu sudjeluje osam najboljih igrača na temelju ATP ljestvice. 
Za razliku od drugih turnira koji se igraju tijekom godine, ATP Finale nije turnir koji se igra na ispadanje iz "kola u kolo". Naime, na ovom turniru osam igrača je podjeljeno u dvije grupe po četiri igrača, i u svakoj grupi svaki igrač igra tri meča po principu "svatko sa svakim". Nakon toga, po dva igrača s najboljim rezultatima iz svake grupe ulaze u polufinale, na način da prvoplasirani iz svake grupe igra s drugoplasiranim iz suprotne grupe. Pobjednici polufinala ulaze u finale i igraju za ukupni naslov. Pobjednik turnira osvaja 1500 ATP bodova.

## Povijest
Ovaj tip teniskog natjecanja započeo je 1970. Na samom početku je bio poznat pod nazivom Masters Grand Prix i odigravao se kao jedan od turnira iz serije Grand Prix Tennis, a organizirao ga je Međunarodni teniski savez ili ITF.
1990. godine, Udruga teniskih profesionalaca preuzela je vođenje turnira i zamijenila je dotad poznati Masters s ATP Tour World Championship-om. Od ove inačice je započelo i dodjeljivanje bodova, na način da je neporaženi pobjednik za osvojeni naslov dobivao jednak broj bodova kao i u slučaju osvajanja jednog od četiri Grand Slam turnira.
ITF, koji je nastavio i dalje organizirati Grand Slam turnire, stvorio je konkurentsko natjecanje pod nazivom Grand Slam Kup, na kojem je sudjelovalo 16 igrača s najboljim rezultatima na četiri Grand Slam turnira u toj godini. 
U prosincu 1999. godine, ATP i ITF su se složili da ukinu odvojena natjecanja i pokrenu zajedničko natjecanje pod nazivom Tennis Masters Cup. Kao i na Masters Grand Prixu i ATP Tour World Championshipsu, i na Tennis Masters Kupu su sudjelovala osmorica igrača. Međutim, prema pravilima Tennis Masters Kupa, igrač koji je bio rangiran na osmom mjestu ATP ljestvice nije imao zagarantiran nastup na turniru. Naime, ako je igrač koji je osvojio jedan od četiri Grand Slam turnira završio godinu izvan osam najboljih igrača, ali je i dalje bio među 20 najboljih, on je mogao biti uključen u natjecanje Tennis Masters Kupa umjesto osmoplasiranog igrača u poretku.
U 2009. godini Masters je preimenovan u ATP World Tour Finale i određeno je da se igra u O2 areni u Londonu od 2009. do 2013. (ugovor je kasnije dodatno produžen). Godine 2017. naziv turnira skraćen je u ATP Finale.
Mnogo godina završni turnir u konkurenciji parova održavao se odvojeno i to tjedan dana poslije turnira u pojedinačnoj konkurenciji. Međutim, u posljednje vrijeme turniri se igraju istodobno i na istom mjestu. Kao i u pojedinačnoj konkurenciji, i u konkurenciji parova turnir igra osam najboljih parova u datoj godini, na način koji započinje grupnom fazom u kojoj svaki par igra sa svakim parom. Nakon toga slijedi polufinale, a potom i finale.
Roger Federer drži rekord sa šest osvojenih naslova u pojedinačnoj konkurenciji.

## Turniri
| Lokacija      | Godina        | Podloga                                     | Dvorana                      | Kapacitet |
| ------------- | ------------- | ------------------------------------------- | ---------------------------- | --------- |
| Tokio         | 1970.         | tapet                                       | Tokyo Metropolitan Gymnasium | 6.500     |
| Pariz         | 1971.         | tapet                                       | Stade Pierre de Coubertin    | 5.000     |
| Barcelona     | 1972.         | tapet                                       | Palau Blaugrana              | 5.700     |
| Boston        | 1973.         | tapet                                       | Boston Garden                | 14.900    |
| Melbourne     | 1974.         | trava                                       | Kooyong Stadium              | 8.500     |
| Stockholm     | 1975.         | tapet                                       | Kungliga tennishallen        | 6.000     |
| Houston       | 1976.         | tapet                                       | The Summit                   | 16.300    |
| New York City | 1977. – 1989. | tapet                                       | Madison Square Garden        | 18.000    |
| Frankfurt     | 1990. – 1995. | tapet                                       | Festhalle Frankfurt          | 12.000    |
| Hannover      | 1996. – 1999. | tapet (1996.) tvrda (dvorana) (1997. – 99.) | Hanover fairground           | 15.000    |
| Lisabon       | 2000.         | tvrda (dvorana)                             | Pavilhão Atlântico           | 12.000    |
| Sydney        | 2001.         | tvrda (dvorana)                             | Acer Arena                   | 17.500    |
| Shanghai      | 2002.         | tvrda (dvorana)                             | SNIEC                        |           |
| Houston       | 2003. – 2004. | tvrda (na otvorenom)                        | Westside Tennis Club         | 5.240     |
| Shanghai      | 2005. – 2008. | tapet (2005.) tvrda (dvorana) (2006. – 08.) | Qizhong City Arena           | 15.000    |
| London        | 2009. – 2018. | tvrda (dvorana)                             | O2 Arena                     | 17.500    |

## Ukupna statistika

### Pojedinačno
| Naslovi | Igrač                 | Pobjednik                                | Finalist                          |
| ------- | --------------------- | ---------------------------------------- | --------------------------------- |
| 6       | Roger Federer         | 2003., 2004., 2006., 2007., 2010., 2011. | 2005.                             |
| 5       | Ivan Lendl            | 1981., 1982., 1985., 1986., 1987.        | 1980., 1983., 1984., 1988.        |
| 5       | Pete Sampras          | 1991., 1994., 1996., 1997., 1999.        | 1993.                             |
| 4       | Ilie Năstase          | 1971., 1972., 1973., 1975.               | 1974.                             |
| 3       | Boris Becker          | 1988., 1992., 1995.                      | 1985., 1986., 1989., 1994., 1996. |
| 3       | John McEnroe          | 1978., 1983., 1984.                      | 1982.                             |
| 2       | Björn Borg            | 1979., 1980.                             | 1975., 1977.                      |
| 2       | Lleyton Hewitt        | 2001., 2002.                             | 2004.                             |
| 1       | Andre Agassi          | 1990.                                    | 1999., 2000., 2003.               |
| 1       | Stan Smith            | 1970.                                    | 1972.                             |
| 1       | Stefan Edberg         | 1989.                                    | 1990.                             |
| 1       | Nikolaj Davydenko     | 2009.                                    | 2008.                             |
| 1       | Guillermo Vilas       | 1974.                                    |                                   |
| 1       | Manuel Orantes        | 1976.                                    |                                   |
| 1       | Jimmy Connors         | 1977.                                    |                                   |
| 1       | Michael Stich         | 1993.                                    |                                   |
| 1       | Àlex Corretja         | 1998.                                    |                                   |
| 1       | Gustavo Kuerten       | 2000.                                    |                                   |
| 1       | David Nalbandian      | 2005.                                    |                                   |
| 1       | Novak Đoković         | 2008.,2012.,2013.,2014.                  |                                   |
| 0       | Vitas Gerulaitis      |                                          | 1979., 1981.                      |
| 0       | Jim Courier           |                                          | 1991., 1992.                      |
| 0       | Tom Okker             |                                          | 1973.                             |
| 0       | Wojciech Fibak        |                                          | 1976.                             |
| 0       | Arthur Ashe           |                                          | 1978.                             |
| 0       | Mats Wilander         |                                          | 1987.                             |
| 0       | Michael Chang         |                                          | 1995.                             |
| 0       | Jevgenij Kafeljnikov  |                                          | 1997.                             |
| 0       | Carlos Moyá           |                                          | 1998.                             |
| 0       | Sébastien Grosjean    |                                          | 2001.                             |
| 0       | Juan Carlos Ferrero   |                                          | 2002.                             |
| 0       | James Blake           |                                          | 2006.                             |
| 0       | David Ferrer          |                                          | 2007.                             |
| 0       | Juan Martín del Potro |                                          | 2009.                             |
| 0       | Rafael Nadal          |                                          | 2010.                             |
| 0       | Jo-Wilfried Tsonga    |                                          | 2011.                             |

### Parovi
| Naslovi | Igrač         | Pobjednik                                | Finalist   |
| ------- | ------------- | ---------------------------------------- | ---------- |
| 7       | Peter Fleming | 1978, 1979, 1980, 1981, 1982, 1983, 1984 |            |
| 7       | John McEnroe  | 1978, 1979, 1980, 1981, 1982, 1983, 1984 |            |
| 4       | Daniel Nestor | 2007, 2008, 2010, 2011                   | 2006       |
| 3       | Anders Järryd | 1985, 1986, 1991                         | 1989, 1992 |
| 3       | Bob Bryan     | 2003, 2004, 2009                         | 2008       |
| 3       | Mike Bryan    | 2003, 2004, 2009                         | 2008       |
| 3       | Rick Leach    | 1988, 1997, 2001                         |            |

## Poveznica
- ATP World Tour Masters 1000
- ATP World Tour 500 serija
- ATP World Tour 250 serija

## Vanjske poveznice
- Službena stranica
- Profil turnira